# Minimumthermometer

Minimumthermometer

Ein Minimumthermometer ist ein spezielles Thermometer zur Messung der tiefsten Temperatur in einem bestimmten Zeitraum. 
Das Funktionsprinzip eines Minimumthermometers besteht darin, dass ein farbiger Glasstift in einem Alkoholfaden eingeschlossen ist und bei der tiefsten Temperatur liegen bleibt.
Das Minimumthermometer gehört neben Maximumthermometer, trockenem und feuchtem Thermometer zur Standardausrüstung einer Wetterhütte, wie sie von den Wetterdiensten weltweit genutzt wird.